# Anisopetalum (Bulbophyllum)
Anisopetalum es una sección del género Bulbophyllum perteneciente a la familia de las orquídeas.
La especie tipo es: Bulbophyllum careyanum (Hook.) Spreng. 1826

## Especies
1. Bulbophyllum bittnerianum Schlechter 1910
2. Bulbophyllum careyanum (Hook.) Spreng. 1826  Himalayas, Assam, Nepal, Bután, Sikkim, Myannmar, Tailandia y Vietnam
3. Bulbophyllum crassipes Hook. f. 1896 Assam, Himalayas, Bután, India, Andaman, Burma, Tailandia, Laos y Vietnam
4. Bulbophyllum cupreum Lindley 1838 Burma, Malasia y Filipinas
5. Bulbophyllum elassonotum Summerh. 1935 Vietnam
6. Bulbophyllum lilacinum Ridl. 1896 Península de Malaca
7. Bulbophyllum morphologorum Kraenzl. 1908 Tailandia y Vietnam
8. Bulbophyllum neilgherrense Wight Tailandia
9. Bulbophyllum orientale Seidenf. 1979 Yunnan China, Tailandia y Vietnam
10. Bulbophyllum propinquum Kraenzl. 1908 Tailandia
11. Bulbophyllum rufilabrum Parish ex Hook. f. 1890 Tailandia, Burma e India
12. Bulbophyllum rufinum Rchb.f 1900 India,  Himalayas, Myanmar, Tailandia, Camboya, Laos, y Vietnam
13. Bulbophyllum sicyobulbon Parish & Rchb. f. 1874 Burma, Malasia y Tailandia
14. Bulbophyllum sterile (Lam.) Suresh
15. Bulbophyllum tricorne Seidenf. & Smitin. 1965 Tailandia
16. Bulbophyllum tricornoides Seidenf. 1979 Tailandia
17. Bulbophyllum wangkaense Seidenf. 1979 Tailandia